# Sharebon
Le sharebon (洒落本) est un genre littéraire japonais pré-moderne. Les intrigues tournent autour de l'humour et des amusements dans les quartiers de plaisir. C'est un sous-genre du gesaku.

## Caractéristiques
En tant que sous-genre du gesaku, l'humour est un aspect essentiel de chaque histoire. « Le sharebon décrit les manières, le langage, et les vêtements des hommes qui fréquentent les quartiers réservés, et sont des adeptes de leur étiquette ritualisée » (Donald Keene). Bien souvent, ces hommes veulent faire étalage de leur science, pour finalement se tromper et voir les courtisanes les tourner en ridicule.

## Différentes phases
Le sharebon existe en tant que genre entre les années 1720 et les années 1840, durant plus de cent ans. Cet intervalle est communément divisé en trois phases : initiale, centrale, et tardive.

### Période initiale
La période initiale va des années 1720 à la fin des années 1760.

### Période centrale
La période centrale va des années 1770 à la fin des années 1780.
C'est le moment où le genre connaît sa popularité maximum. Les auteurs expérimentent de nouveaux lieux, de nouveaux personnages, de nouveaux ressorts comiques. C'est Santō Kyōden, « le principal écrivain de fiction de la fin du dix-huitième siècle », qui écrit les meilleurs livres de sharebon.

### Période tardive
La période tardive va des années 1790 aux années 1840.
C'est une période de déclin, qui fait suite aux réformes Kansei. Il y a peu de nouvelles évolutions, et la plupart des nouveaux livres ne sont que des imitations d'ouvrages plus anciens de Kyōden.

## Sources/Références
- (en) Cet article est partiellement ou en totalité issu de l’article de Wikipédia en anglais intitulé « Sharebon » (voir la liste des auteurs).
- (en) Donald Keene, World Within Walls : Japanese Literature of the Pre-Modern Era 1600-1867, New York, Grove Press, 1976, 1re éd., 606 p. (ISBN 978-0-394-17074-9)